# Swaret
Swaret (SlackWARE Tool) es un programa para la distribución GNU/Linux Slackware que resuelve dependencias y complemente el Sistema de gestión de paquetes de Slackware añadiendo características como resolución verdadera de dependencia de librerías, soporte de repositorios de terceras personas, soporte para http, rsync y ftp (en vez de sólo sistemas de ficheros, aunque debe notarse que no necesariamente el sistema de ficheros debe ser local, ver NFS, por ejemplo), logeo, etc.
Swaret fue escrito inicialmente por Luc Cottyn y fue originalmente llamado autopkg, pero cambió de nombre al actual debido a un conflicto con un programa preexistente. Swaret llegó a formar parte oficial de Slackware 3.1 hasta que en la versión 10.0 fue sacado de la distribución e incluido como un paquete aparte. Swaret es el Gestor de Paquetes Oficial de la distribución Beakos GNU/Linux. El desarrollo actual del programa está a cargo de Michael Manry, pues Cottyn tuvo que dejar el proyecto tras un problema con el creador y desarrollador principal de Slackware, Patrick Volkerding.